# Borovník (szczyt)
Borovník (1054 m) – szczyt w Wielkiej Fatrze w Karpatach Zachodnich na Słowacji.
Borovník wznosi się w tzw. liptowskiej gałęzi Wielkiej Fatry, ale nie w jej głównym grzbiecie, lecz w bocznym, południowo-wschodnim grzbiecie szczytu Malinné. Jego południowo-zachodnie stoki opadają do Trlenskiej doliny, wschodnie wznoszą się nad osadą Vlkolínec. Północno-wschodni grzbiet opada na szerokie, trawiaste siodło przełęczy Pod Sidorovom oddzielającej go od szczytu Sidorovo. 
Borovník jest porośnięty lasem, jedynie na południowo-zachodnich stokach opadających do bocznej odnogi Trlenskiej doliny znajdują się polany, po zaprzestaniu ich użytkowania stopniowo zarastające lasem. Podobnie jak inne szczyty w tym rejonie zbudowany jest ze skał wapiennych, ich odsłonięcia znajdują się w wielu miejscach jego stoków.
Znajduje się w otulinie Parku Narodowego Wielka Fatra. Jego południowymi podnóżami prowadzi ścieżka dydaktyczna.

## Szlaki turystyczne
Trlenská dolina – dolny parking – osada Vlkolínec – Borovník – dolny parking